# Cent prétentions
 (avril 2024).
Si vous disposez d'ouvrages ou d'articles de référence ou si vous connaissez des sites web de qualité traitant du thème abordé ici, merci de compléter l'article en donnant les références utiles à sa vérifiabilité et en les liant à la section « Notes et références ».
Cent Prétentions est le nom d'un fanzine de jeu de rôle créé en 1993 par un groupe de rôlistes stéphanois. Neuf numéros au total ont vu le jour au cours des six années suivantes, consacrés pour la plupart au jeu Mega (troisième édition), mais aussi à L'appel de Cthulhu, La Méthode du docteur Chestel, Hawkmoon, James Bond 007, Bloodlust, Pendragon et SimulacreS (Aventures extraordinaires & machinations infernales).
Le numéro qui fit le plus parler de lui était le cinquième, une campagne pour Mega (troisième édition) de cent seize pages divisée en quatre grandes parties, incluant un entretien avec l'auteur principal du jeu, Didier Guiserix (par ailleurs cofondateur du magazine français de jeux de rôle Casus Belli au début des années 1980).
Numéros :
1. Mega
2. Mega
3. Mega, Bloodlust
4. Hawkmoon, La Méthode du docteur Chestel, James Bond 007, Bloodlust
5. Mega
6. Mega
7. Aventures extraordinaires & machinations infernales (univers SimulacreS), L'Appel de Cthulhu
8. Pendragon
9. Hawkmoon